# Amphionthe
Amphionthe is een kevergeslacht uit de familie van de boktorren (Cerambycidae). De wetenschappelijke naam van het geslacht werd voor het eerst geldig gepubliceerd in 1879 door Bates.

## Soorten
Amphionthe omvat de volgende soorten:
- Amphionthe brevicollis Bates, 1885
- Amphionthe caudalis Schwarzer, 1929
- Amphionthe chiriquina Achard, 1913
- Amphionthe dejeani Gounelle, 1912
- Amphionthe doris Bates, 1879
- Amphionthe oberthuri Achard, 1913